# محوطه زیردن
محوطه زیردن مربوط به دوره اشکانیان است و در گیلانغرب، ۱۵۰ متری شرق سازمان جهاد کشاورزی واقع شده و این اثر در تاریخ ۲۶ اسفند ۱۳۸۷ با شمارهٔ ثبت ۲۵۶۶۴ به‌عنوان یکی از آثار ملی ایران به ثبت رسیده است.